# Sunnyside (Terre-Neuve-et-Labrador)
`
Pour les articles homonymes, voir Sunnyside.
Sunnyside est une municipalité située dans la province de Terre-Neuve-et-Labrador, dans le sud-est de Terre-Neuve.